# Kostel svaté Kolety (Gent)
Kostel svaté Kolety (nizozemsky Sint-Coletakerk) je katolický farní kostel v belgickém Gentu. Novogotický kostel byl postaven v letech 1888-1890. Věž byla postavena v roce 1911. Kostel stojí mezi ostatními budovami a do ulice směřuje jen průčelí. Kostel je zasvěcen svaté Koletě, která v Gentu zemřela.